# Hvidbjerg (Vejle)
Hvidbjerg is een plaats in de Deense regio Zuid-Denemarken, gemeente Vejle. De plaats is vastgegroeid aan het zuidelijker gelegen Høl, en sinds 2014 worden beide plaatsen als één woonplaats beschouwd. In de tellingen staat het aantal inwoners daarom officieel op 0 (2020). In 2013 werd voor Hvidbjerg nog wel het aantal inwoners geteld: toen stond het op 272 inwoners.